# Antonín Appeller

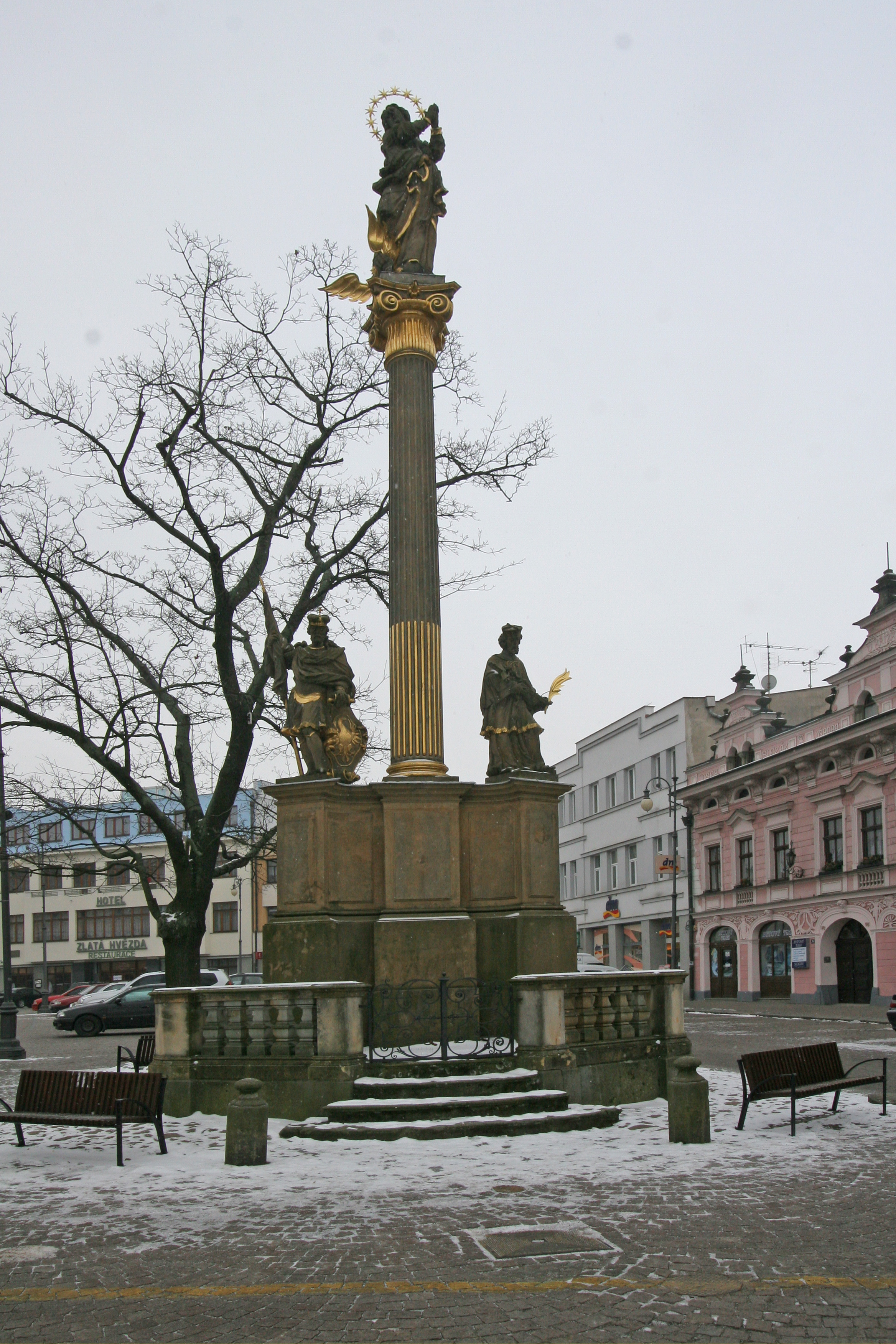
Mariánský sloup (Litomyšl)

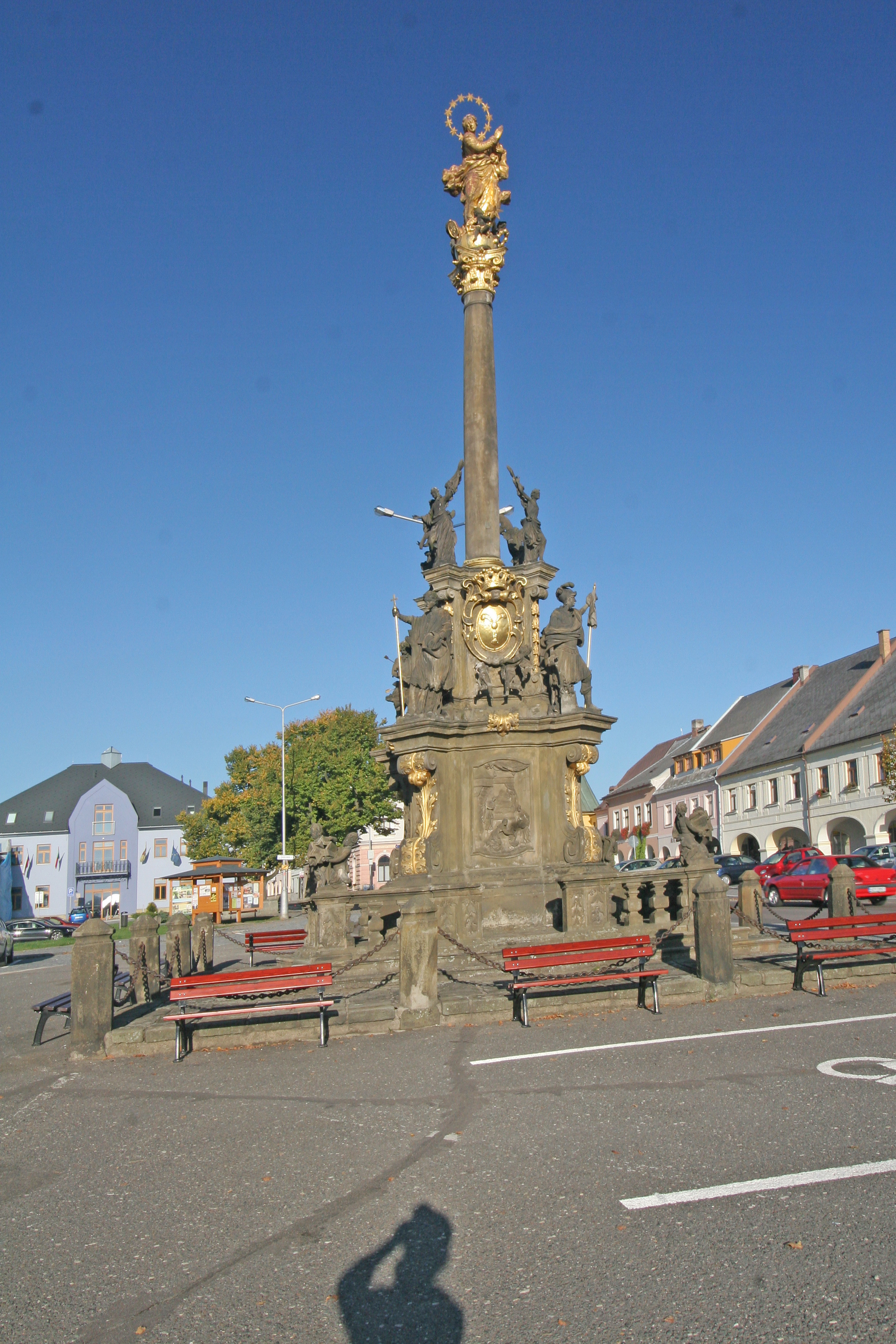
Morový sloup, sousoší Panny Marie (Letohrad)

Antonín Appeller (6. června 1677 – 1735) byl barokní kameník a sochař působící na území Čech.

## Život
Narodil se do innsbrucké kamenické rodiny, jejíž známé počátky spadají do roku 1512, kdy přišel na svět Donatius Appeller starší, nejstarší známý člen kamenosochařských rodin Appellerů. Otcem Antonína byl Bartolomäus Appeller a matkou Ursula Ramblairová.
Jeho svatba v Litomyšli roku 1709 je prvním datem, které se od jeho narození objevuje, takže třicet dva let je zatím utajeno. Spekuluje se, zda se mohl celou dobu učit u svého otce nebo se věnovat tovaryšské cestě. Díky innsbruckým archiváliím se dá předpokládat jeho pobyt v Praze,[zdroj?] kde se mohl seznámit se stejně klasicizující tvorbou Ferdinanda Maxmiliána Brokoffa nebo Matěje Václava Jäckela.
V roce 1709 se oženil s Kateřinou, která mu ještě téhož roku porodila syna Antonína Františka, pokřtěného 11. června 1709. Po svatbě se ale vrátil do Innsbrucku, jelikož v tzv. Bürgerbuch je zapsán ještě jako občan a pomáhá při stavbách. Smlouva s Františkem Václavem hrabětem Trauttmansdorffem ke stavbě mariánského sloupu na litomyšlském náměstí roku 1713 ho vrátila zpět k rodině. Na sloupu pracoval společně s Giovannim Battistou Alliprandim. Rok po dokončení litomyšlského sloupu, v roce 1717, získal zakázku v Letohradě a až do roku 1725 na ní pracoval. Jedná se také o mariánský sloup, avšak velkolepěji pojatý s reliéfní výzdobou a větším počtem soch. Obě statue vznikly jako poděkování za ochranu před morem.
Antonín Appeller působil i v České Třebové, kde vytvořil dvojici soch, původně pro most přes řeku Třebovku. Dnes lze sv. Barboru se sv. Kateřinou spatřit před kostelem sv. Jakuba Většího. Působil nejspíš i v Lanškrouně, kde se před kostelem sv. Anny nachází zpodobnění Panny Marie Bolestné a sv. Antonína Paduánského. Sv. Jan Sarkander umístěný před lanškrounským zámkem stál původně na mostě v Nádražní ulici spolu se sv. Janem Nepomuckým, který je také dnes u zámku, ale pochází od jiného autora.
Návrat do Litomyšle reprezentuje socha sv. Jana Kalasanského v nice na fasádě dnešního Regionálního muzea. Známá je výpomoc v barokní výzdobě interiéru kostela Nalezení sv. Kříže, kterou měl za úkol realizovat Matyáš Bernard Braun. Práce se však nezhostil dle představ objednavatelů a k úpravám byli přizváni Jiří František Pacák a Antonín Appeller. František Václav hrabě Trauttmannsdorff se zasloužil o barokní vzhled města. Pacáka přizval k výzdobě zdí zámecké zahrady, kam nechal vystavět Apollona, Cereru, Plutona a Dianu. Minerva a Marta jsou dílem Václava Hendrycha. Ani Antonína Appellera nenechal bez práce, archivně jsou doložené drobné práce Appellera na zámku.
Předposlední zmínka o Antonínovi je ze zámeckých účtů Františka Václava hraběte Trauttmansdorffa, který roku 1731 vyplatil finanční odměnu za práci na zámku. Byla to pravděpodobně jeho poslední umělecká činnost, v roce 1735 Antonín Appeller zemřel.

## Dílo
Appellerova tvorba se soustředila na zobrazení biblické tematiky v klasicizujícím duchu. Nesnažil se rozhýbávat tolik své postavy, jako tomu bylo ve tvorbě Matyáše Bernarda Brauna, a to i přes dlouholetou kamenickou tradici v jeho rodině. Antonínovy sochy jsou typické svým žalostným výrazem ve tváři se spadlými koutky víček dolů. Obličejový typ je také charakteristický svým velkým nosem.[zdroj?]

### Archivně doložené práce
- Mariánský sloup v Litomyšli (1713–1716); pískovec, pozlaceno; výška přes 11 m; Litomyšl, Smetanovo náměstí; literatura: Matějka 1908; Šorm 1939; Lašek 1946, s. 14; Poche 1978, s. 299; Maxová 1997; Nejedlý 2008, s. 333, 334, 340, 343; Skřivánek 2009; Řeháková 2011, s. 25
- Mariánský sloup v Letohradě (1717/18–1721); pískovec, pozlaceno; výška 15 m; Letohrad, Václavské náměstí; literatura: Skála 1948; Poche 1978, s. 225; Maxová 1998; Nejedlý 2008; Suchánek 2011
- Vázy s lidskými maskami (1731); pískovec; výška ? m; zámek Litomyšl, atika portálu zámeckého pivovaru; literatura: Matějka 1908, s. 45; Poche 1978, s. 292

### Práce doložitelné na základě stylové analýzy
- Sv. Kateřina (1717); pískovec; výška ? m; Česká Třebová, před kostelem sv. Jakuba Většího
- Sv. Barbora (1719); pískovec; výška ? m; Česká Třebová, před kostelem sv. Jakuba Většího; literatura: Poche 1977, s. 201; Gilar 2004; Cibulka 1935b, s. 60–61; zdroj: http://www.delostrelectvo.army.cz/html/barbora-1-110.html%5B%5D (vyhledáno 30. 3. 2012)
- Sv. Antonín Paduánský (1717); pískovec; výška 175 cm (s podstavcem 325 cm); Lanškroun, před kostelem sv. Anny; literatura: Cibulka 1935b, s. 146–147; Poche 1978, s. 207
- Panna Marie Bolestná (1719); pískovec; výška 175 cm (s podstavcem 325 cm); Lanškroun, před kostelem sv. Anny; literatura: Cibulka 1935b, s. 146–147; Poche 1978, s. 207; Kořán 1999, s. 142
- Sv. Josef Kalasanský (1720); pískovec; výška ? m; Litomyšl, nika ve fasádě Regionálního muzea; literatura: Poche 1978, s. 299; Rulíšek 2006; Randáková 2010
- Sv. Jan Sarkander (1722); pískovec; výška s podstavcem 435 cm; Lanškroun, zámecké nádvoří; literatura: Poche 1978, s. 207; Cibulka 1935b, s. 169
- Sv. Jan Nepomucký (nedatováno, 20.–30. léta 18. století); pískovec; výška 180cm; Litomyšl, Lány; literatura: Lašek 1945; Poche 1978, s. 299; Perůtková 2009
- Sv. Jan Nepomucký (1732); Maletínský pískovec; výška 190 cm (s podstavcem 383 cm); Morašice u Litomyšle, před farním kostelem sv. Petra a Pavla; literatura: Matějka 1908c, s. 137; Poche 1978, s. 421; Rejman 2006

### Práce nejasného autorství
- Kazatelna kostela sv. Antonína Paduánského (1711); dřevo, polychromováno; výška ? m; Opatov, kostel sv. Antonína Paduánského; literatura: Matějka 1908b, s. 139, 140, 141; Pipek 2009
- Hlavní oltář kaple sv. Jana Nepomuckého (kolem 1730); dřevo, polychromováno, pozlaceno; výška ? m; Opatov, kaple sv. Jana Nepomuckého; literatura: Matějka 1908b, s. 145; Poche 1978, s. 535; Vaňková 2009, s. 9
- Sv. Augustin (nedatováno, 30. léta 18. století); pískovec, výška ? m; Litomyšl, nika ve fasádě domu na Smetanově náměstí č. p. 96; literatura: Poche 1978, s. 293; Rulíšek 2006; Randáková 2009, s. 14